# Farkas Norbert (alpesisíző)
Farkas Norbert (1992. április 7. –) magyar alpesisíző. Tizenegyszeres egyéni felnőtt országos bajnok, 26-szoros egyéni országos bajnok. Edzői: Armin Brunner és Zakariás Zsolt.

## Eredményei
2008-ban:
- Magyar Egyetemi Verseny: 47. hely óriás-műlesiklásban - legjobb magyar
- Szezonzáró FIS pontok:
  - 93, 30 pont műlesiklásban - 5. legjobb magyar
  - 93, 95 pont óriás-műlesiklásban - 2. legjobb magyar
  - 115, 21 pont szuperóriás-műlesiklásban - 2. legjobb magyar

2009-ben:
- Ifjúsági világbajnokság (Garmisch-Partenkirchen): 53. hely műlesiklásban - 2. hely Ifi I. kategóriában
- Európai Ifjúsági Olimpiai Fesztivál (Szczyrk) : 34. hely műlesiklásban (legjobb magyar)
- Világbajnokság (Val d’Isére): részt vett a kvalifikációban
- Magyar Egyetemi Verseny: 41. hely óriás-műlesiklásban - 2. legjobb magyar
- Szezonzáró FIS pontok:
  - 76, 79 pont műlesiklásban - 4. legjobb magyar
  - 79, 65 pont óriás-műlesiklásban - 3. legjobb magyar
  - 123, 60 pont szuperóriás-műlesiklásban - 3. legjobb magyar

2010-ben:
- A XXI. Téli Olimpiai Játékokra szóló kvalifikációs csapat tagja (Vancouver)
- Ifjúsági Világbajnokság (Mont Blanc-régió): 41. hely műlesiklásban (legjobb magyar)
- Magyar Nemzeti Bajnokság: 2 x 1. hely óriás-műlesiklásban
- Magyar Egyetemi Verseny: 33. hely óriás-műlesiklásban (legjobb magyar)
- Szezonzáró FIS pontok:
  - 62, 01 pont műlesiklásban – 3. legjobb magyar
  - 74, 20 pont óriás-műlesiklásban - legjobb magyar
  - 88, 68 pont szuperóriás-műlesiklásban - legjobb magyar

2011-ben
- Ifjúsági világbajnokság (Crans Montana): 63. hely óriás-műlesiklásban (legjobb magyar)
- Világbajnokság (Garmisch-Partenkirchen): 39. hely az óriás-műlesiklás kvalifikációjában (legjobb magyar)
- Világbajnokság (Garmisch-Partenkirchen): 63. hely óriás-műlesiklásban a főfutamon
- Magyar Nemzeti Bajnokság: 1 és 2. hely műlesiklásban
- Szezonzáró FIS pontok:
  - 59,92 pont műlesiklásban - legjobb magyar
  - 66,19 pont óriás-műlesiklásban - legjobb magyar
  - 99,75 pont szuperóriás-műlesiklásban - legjobb magyar
  - 125,83 pont kombinációban - legjobb magyar

2012-ben:
- Felnőtt Világkupa indulás (Schladming)
- Szerb Felnőtt Nemzetközi verseny: 2. hely (első dobogós helyezés)
- Magyar Felnőtt Nemzeti Bajnokság: 3 x 1. hely (óriás-műlesiklás, műlesiklás, kombináció)

2013-ban:
- Felnőtt országos bajnokság, műlesiklás: 1. hely
- Felnőtt országos bajnokság, óriás-műlesiklás: 1. hely
- Ifjúsági országos bajnokság, műlesiklás: 1. hely
- Ifjúsági országos bajnokság, óriás-műlesiklás: 1. hely

## Díjai, elismerései
- Az év magyar alpesisíelője (2014[1])